# بيتر ألين
بيتر ألين (بالإنجليزية: Peter Allen)‏ (1 نوفمبر 1946 المملكة المتحدة - 6 فبراير 2023) هو لاعب كرة قدم بريطاني، لعب كلاعب وسط، لعب 450 مباراة وسجل 27 هدف.

## مسيرته

### مسيرته مع الأندية
- 1965 - 1978 لعب مع نادي ليتون أورينت 432 مباراة سجل خلالها 27 هدف.
- 1978 - 1978 لعب مع نادي ميلوول 18 مباراة.